# Тобі Пітерсен
Тобі Пітерсен (англ. Toby Petersen; 27 жовтня 1978, м. Міннеаполіс, США) — американський хокеїст, центральний нападник.
Виступав за Колорадський коледж (NCAA), «Вілкс-Барре/Скрентон Пінгвінс» (АХЛ), «Піттсбург Пінгвінс», «Едмонтон Роуд-Раннерс» (АХЛ), «Айова Старс» (АХЛ), «Едмонтон Ойлерс», «Даллас Старс», «Техас Старс» (АХЛ), «Даллас Старс».
В чемпіонатах НХЛ — 366 матчів (31+45), у турнірах Кубка Стенлі — 18 матчів (1+0).
У складі національної збірної США учасник чемпіонату світу 2007 (7 матчів, 2+1). У складі молодіжної збірної США учасник чемпіонату світу 1997 і 1998.
Досягнення
- Переможець молодіжного чемпіонату світу (1997).